# Anna Bromée
Anna Birgitta Elisabeth Bromée, född 27 november 1970 i Västerhaninge församling i Stockholms län, är en svensk skådespelerska, revyartist och manusskribent. Hon har bland annat medverkat i TV-serierna Partaj, Familjen Rysberg, Doobidoo, Jävla klåpare och föreställningarna Ett bloss för Lena Nyman, Allo alla emliga armén,  och En frid(a) för själen.

## Biografi
Under uppväxten i Nyköping var Bromée mycket aktiv i det lokala nöjeslivet. Tillsammans med Tess Merkel i Alcazar medverkade hon i ett antal musikaler producerade av NYMOS, Nyköpings musikal- och operettsällskap. Bland annat spelade hon i Godspell av Stephen Schwartz, Grease, Ringo och Guys and Dolls.
Bromée är utbildad vid olika fristående kurser på Teaterhögskolan i Stockholm.
Hon har skrivit och uppträtt i En salig samling och Studio Mörnbäck på Lisebergsteatern i Göteborg med Jörgen Mörnbäck 2006 samt 2008–09, samt varit med Stefan & Krister på turné i Sensommarbuskis 2009. 2011 gjorde hon egna föreställningen Judy och jag på Göteborgs stadsteater.
Anna har tävlat ihop med Claes Malmberg i Doobidoo. 2014 fungerade hon som dykassistent vid inspelningen av långfilmen Och Piccadilly Circus ligger inte i Kumla.
Bromée har skrivit och medverkar i föreställningen Ett bloss för Lena Nyman (regisserad av Hedvig Claesson). Den har sedan 2012 spelats över hundra gånger (2017) på Sverigeturné och längre gästspel på bland annat Stockholms Stadsteater (6 säsonger 2013–16), Göteborgs Stadsteater (2012), Riksteatern/Småland och Västerbottensteatern.
Från 2011 och framåt har Bromée gjort upprepade inhopp i Falkenbergsrevyn och andra engagemang vid Falkenbergs stadsteater.
År 2015 gavs Bromées debutalbum Jag ville dansa med lyckan – Edith Piaf på svenska ut, vilket innehåller hennes egna, nya svenska översättningar och arrangemang av klassiska Piaf-sånger. Där ingår solon samt duetter med Gladys del Pilar, Kajsa Ernst och Babben Larsson.
År 2016 gjorde Bromée ståuppdebut vid Lund Comedy Festival.
År 2018 var det urpremiär på egna föreställningen "En frid(a) för själen". En livsresa med Anni-Frid Lyngstads musik, godkänd av Frida själv.
Hösten 2019 hade tyska ZDF-filmen The missing man premiär, där Bromée har en roll.
Acting-coach åt Gladys del Pilar i "Ghost" & "En värsting till syster" på Chinateatern, Stockholm 2018 resp. 2019.

### Priser och utmärkelser
År 2011 fick hon Bosse Parnevik-stipendiet. 2017 belönades hon med Sällskapet Stallfåglarnas Humorpris. 2015 och 2016 var hon med och vann Kristallen för Partaj (Årets humorprogram) respektive Familjen Rysberg (Årets barn- & ungdoms-program). År 2018 tilldelades hon Povels penna samt Laila Westersund-stipendiet.
2022 fick hon Teaterorden TSO:s stipendium för mångsidigt artisteri.

## Roller (urval)
- 2010 – Tuttan Blom i Kvinnans List - Riksteatern med Peter Harryson & Berit Carlberg
- 2010 – 11 Signe Svensson i Hedebyborna
- 2011 – 12 diverse roller & texter Falkenbergsrevyn i två upplagor; Glödhett och Svängigt Värre på Falkenbergs Stadsteater & i SVT.
- 2012 – 13 Fia Lönn i Campa i klaveret med Claes Månsson på Vallarna i Falkenberg, Sverigeturné & Lisebergsteatern i Göteborg.
- 2012 – Ett bloss för Lena Nyman - turné & fasta gästspel
- 2013 – Yvette i Allo 'allo, 'emliga armén med Eva Rydberg på Fredriksdalsteatern i Helsingborg.
- 2013 -15 - diverse roller i Partaj på Kanal5.
- 2015 – Jag ville dansa med lyckan - Edith Piaf-föreställning tillsammans med Gladys del Pilar
- 2015 – Jenny Bokvist i  Familjen Rysberg med Petra Mede & Markoolio på SVT/Barnkanalen.
- 2015 – 25 hits & 27 kilo humoristisk krogshow med Tommy Nilsson, Uno Svenningsson & Patrik Isaksson i Helsingborg. Manus, regi & medverkan.
- 2016 – Mona i Jävla klåpare på TV12
- 2016 – Janet Hawkins i Boeing Boeing i Ängelholm med Jenny Silver & Kryddan Petersson
- 2017 – Falkenbergsrevyn Spexit på Falkenbergs Stadsteater & i SVT.
- 2018 - urpremiär En frid(a) för själen
- 2019 - Läkare i filmen The missing man, ZDF, Tyskland
- 2020 – Falkenberg forever (TV-serie)
- 2021 - Radioprogramledare i TV-serien Helt Perfekt